# Medalla Murchison
Este artículo trata sobre la Medalla Murchison de la Sociedad Geológica de Londres. No debe de confundirse con el Murchison Award dado por la Royal Geographical Society.
La medalla Murchison es una prestigiosa medalla científica otorgada anualmente por la Sociedad Geológica de Londres (Geological Society of London), comparable a la medalla Lyell, adjudicada en reconocimiento a investigaciones de calidad excepcional en el campo de ciencias de la Tierra.
El premio creado por Roderick Murchison (1792-1871). Uno de los actos públicos de final de la vida de Murchison fue la fundación de una cátedra de Geología y Mineralogía en la Universidad de Edimburgo. Estableció la medalla Murchison y un fondo geológico (The Murchison Fund) que se concede anualmente por el Consejo de la Sociedad Geológica de Londres (Geological Society of London). La primera medalla se concedió en 1873.

## Medallistas Murchison

### Siglo XIX
- 1873: William Davies
- 1874: John Jeremiah Bigsby
- 1875: William Jory Henwood
- 1876: Alfred Richard Cecil Selwyn
- 1877: William Branwhite Clarke
- 1878: Hans Bruno Geinitz
- 1879: Frederick McCoy
- 1880: Robert Etheridge
- 1881: Archibald Geikie
- 1882: Jules Gosselet
- 1883: Heinrich Robert Goeppert
- 1884: Henry Woodward
- 1885: Ferdinand von Roemer
- 1886: William Whitaker
- 1887: Peter Bellinger Brodie
- 1888: John Strong Newberry
- 1889: James Geikie
- 1890: Edward Hull
- 1891: Waldemar Christofer Brøgger
- 1892: Alexander Henry Green
- 1893: Osmond Fisher
- 1894: William Talbot Aveline
- 1895: Gustaf Lindstrom
- 1896: Thomas Mellard Reade
- 1897: Horace Bolingbroke Woodward
- 1898: Thomas Francis Jamieson
- 1899: Benjamin Neeve Peach
- 1899: John Horne
- 1900: (Nils) Adolf Erik Nordenskiold

### Siglo XXI
- 2001: Juan Watterson

- 2002: David Price
- 2003: Alexander Norman Halliday
- 2004: Philip England
- 2005: Christopher Scholz
- 2006: Brian Kennett
- 2007: Herbert Huppert
- 2008: Mike Searle
- 2009: David Kohlstedt
- 2010: Randall R. Parrish
- 2011: E. Bruce Watson
- 2012: Frank S. Spear
- 2013: Peter Kokelaar
- 2014: Julian Pearce
- 2015: Geoffrey Wadge
- 2016: Jon Blundy
- 2017: Tim Elliott
- 2018: Janne Blichert-Toft
- 2019: Marian Holness
- 2020: Katharine Cashman